# Schliersee
Schliersee è un comune tedesco di 6 427 abitanti, situato nel land della Baviera. Il suo nome deriva dal vicino Lago di Schliersee, sulle cui rive si affaccia il comune.
Tra i luoghi d'interesse a Schliersee, una stazione climatica e la chiesa di San Sisto con affreschi di Johann Baptist Zimmermann. L'eccellente qualità delle acque a Schliersee è dovuta in gran parte alla costruzione di un sistema di bonifica delle acque reflue provenienti dal territorio circostante al lago, che è stata sostenuta dallo stato della Baviera con ingenti sovvenzioni e prestiti a basso interesse.

## Galleria d'immagini

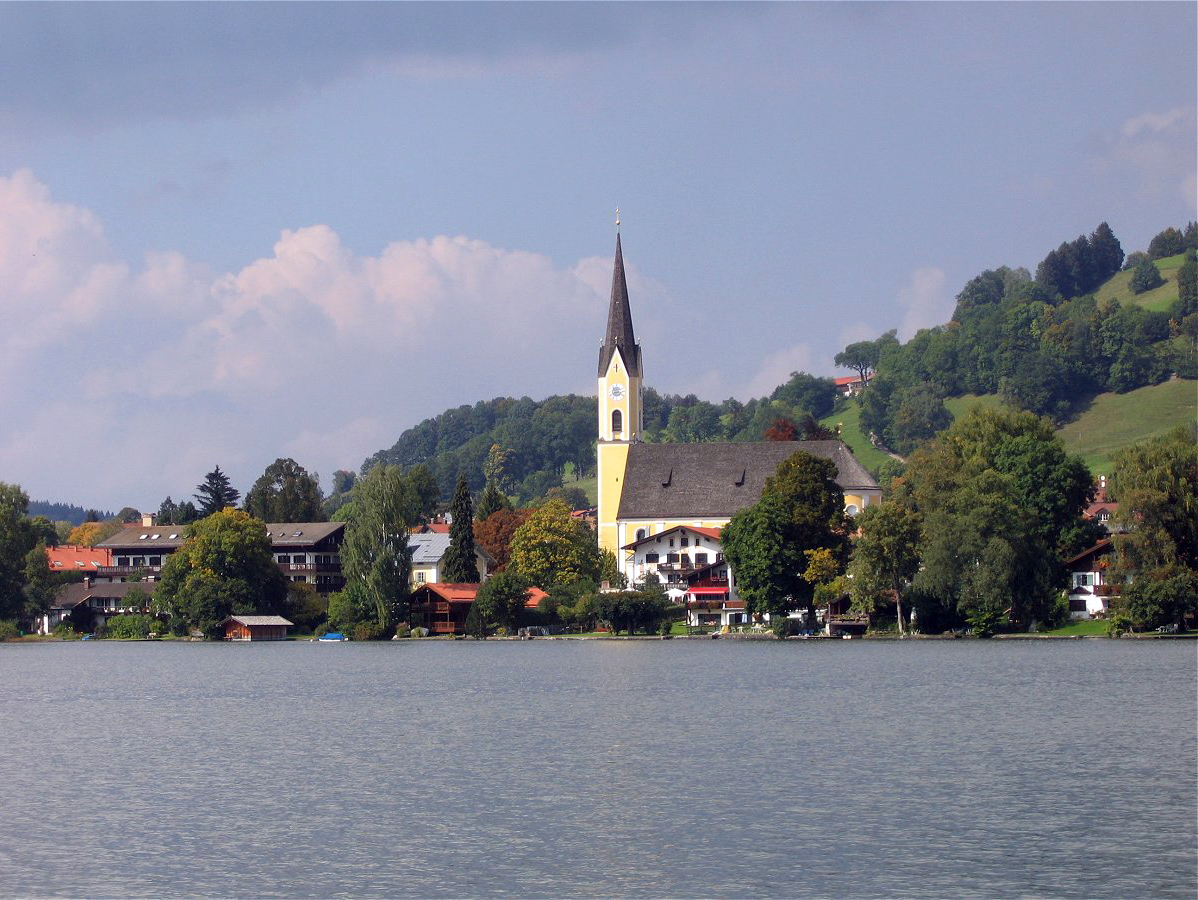
La chiesa di San Sisto
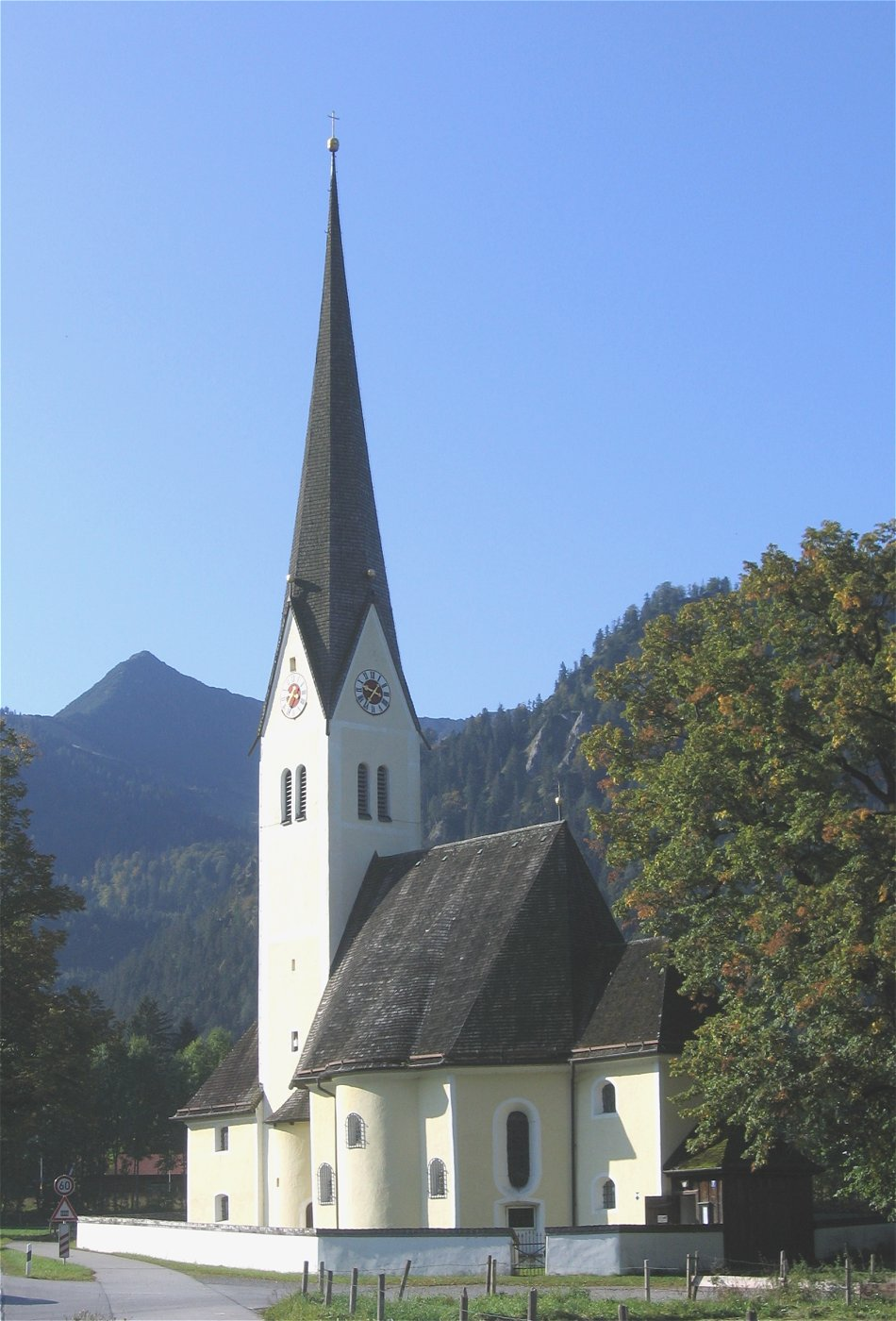
La chiesa di San Leonardo nella frazione di Fischhausen
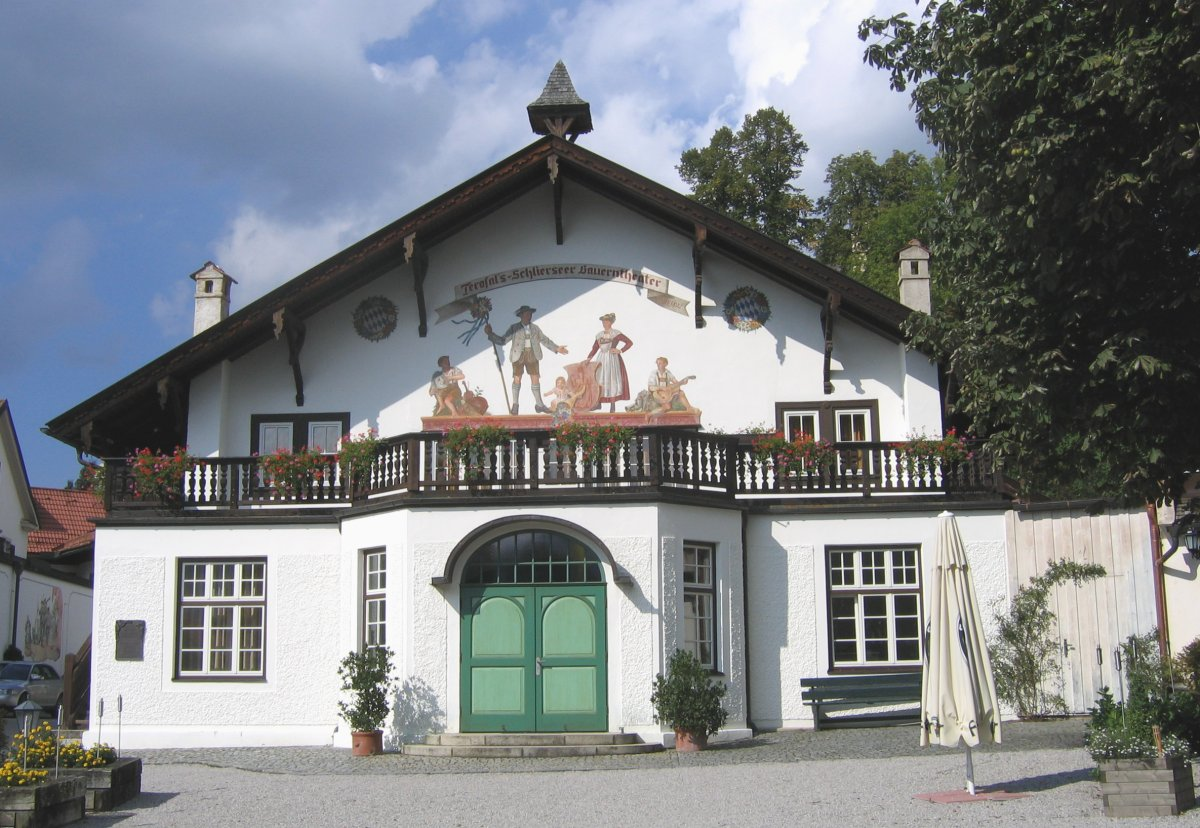
Teatro